# Brachypeza altaica
Brachypeza altaica är en tvåvingeart som beskrevs av Zaitzev 1987. Brachypeza altaica ingår i släktet Brachypeza och familjen svampmyggor. Inga underarter finns listade i Catalogue of Life.